# 902년

## 연호
- 당(唐) 천복(天復) 2년
- 일본(日本) 엔기(延喜) 2년
- 후백제(後百濟) 정개(政開) 3년

## 기년
- 당(唐) 소종(昭宗) 14년
- 신라(新羅) 효공왕(孝恭王) 6년
- 후백제(後百濟) 견훤(甄萱) 11년
- 발해(渤海) 대위해(大瑋瑎) 9년
- 태봉(泰封) 궁예(弓裔) 8년

## 사망
- 바그다드의 칼리프인 알 무카디드 훙거하다.